# Gulbent kamklobagge
Gulbent kamklobagge (Allecula morio) är en skalbaggsart som först beskrevs av Fabricius 1787.  Gulbent kamklobagge ingår i släktet Allecula, och familjen svartbaggar. Enligt den finländska rödlistan är arten nationellt utdöd i Finland. Enligt den svenska rödlistan är arten nära hotad i Sverige. Arten förekommer i Götaland, Öland och Svealand. Artens livsmiljö är naturlundskogar.

## Bildgalleri

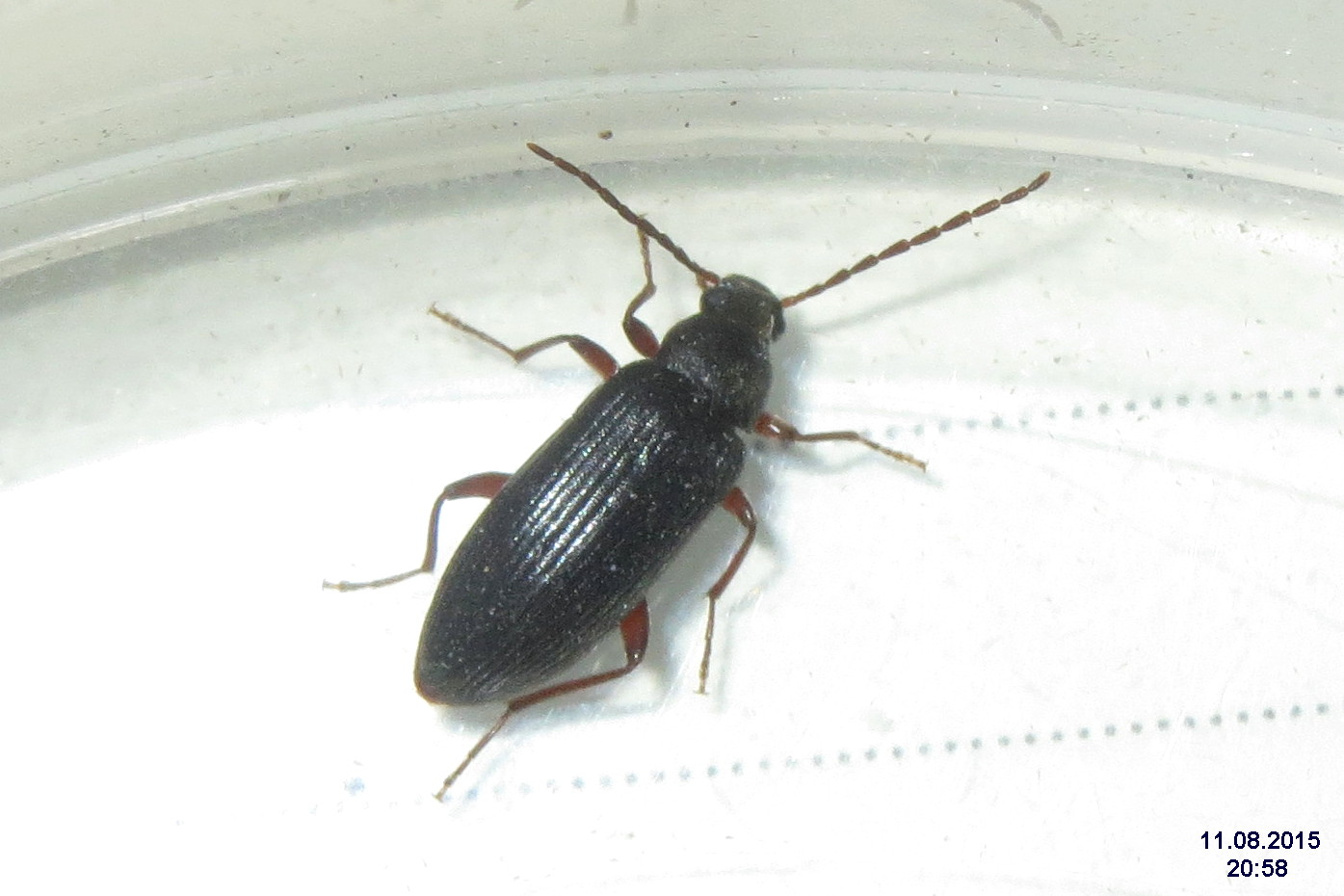